# Ginkelse Heide
De Ginkelse Heide is een heidegebied bij Ede dat wordt afgewisseld met bos.
Het heidegebied wordt van de Eder Heide gescheiden door de Verlengde Arnhemseweg (N224).
Op de Ginkelse Heide loopt een schaapskudde van circa 160 schapen. Bij de schaapskooi bevindt zich een gedoogzone voor het oplaten van vliegers. In dit gebied ligt ook een vliegveldje, dat in gebruik is door twee modelvliegtuigclubs en waarvoor een vergunning is afgegeven. 
Op 17 september 1944 vonden op de Ginkelse Heide geallieerde luchtlandingen plaats in het kader van Operatie Market Garden. De luchtlandingen worden jaarlijks herdacht bij het Airborne monument bij de Verlengde Arnhemseweg, ter hoogte van de schaapskooi.

## Zie ook

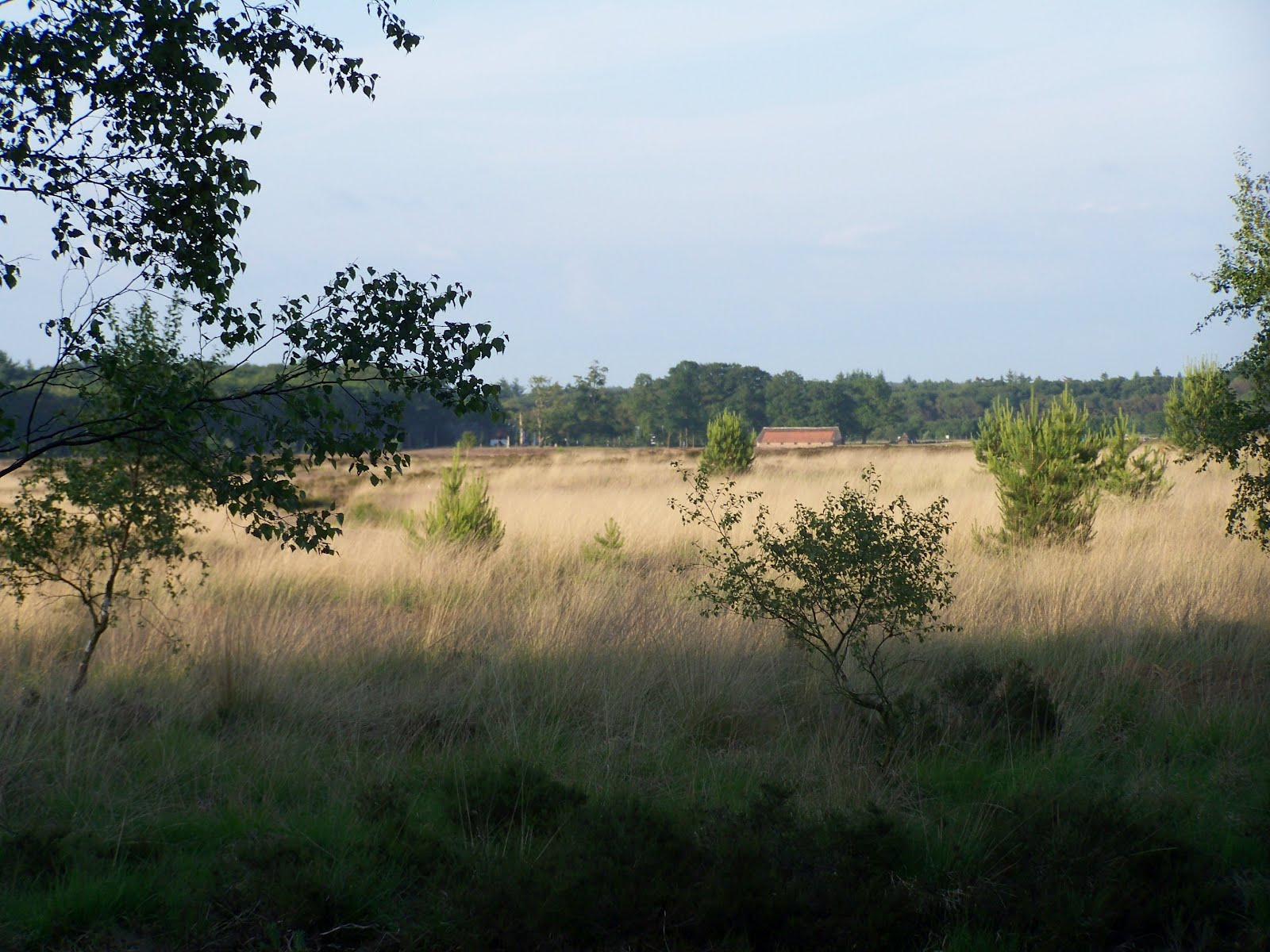
Ginkelse Heide gezien vanuit Sysselt
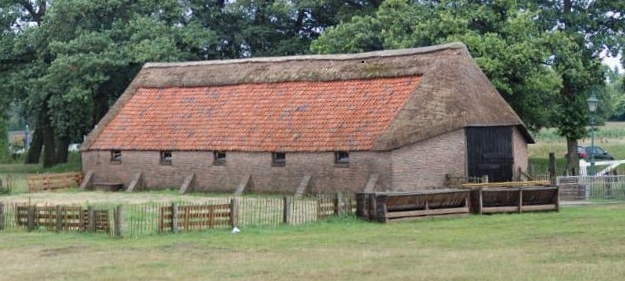
Schaapskooi
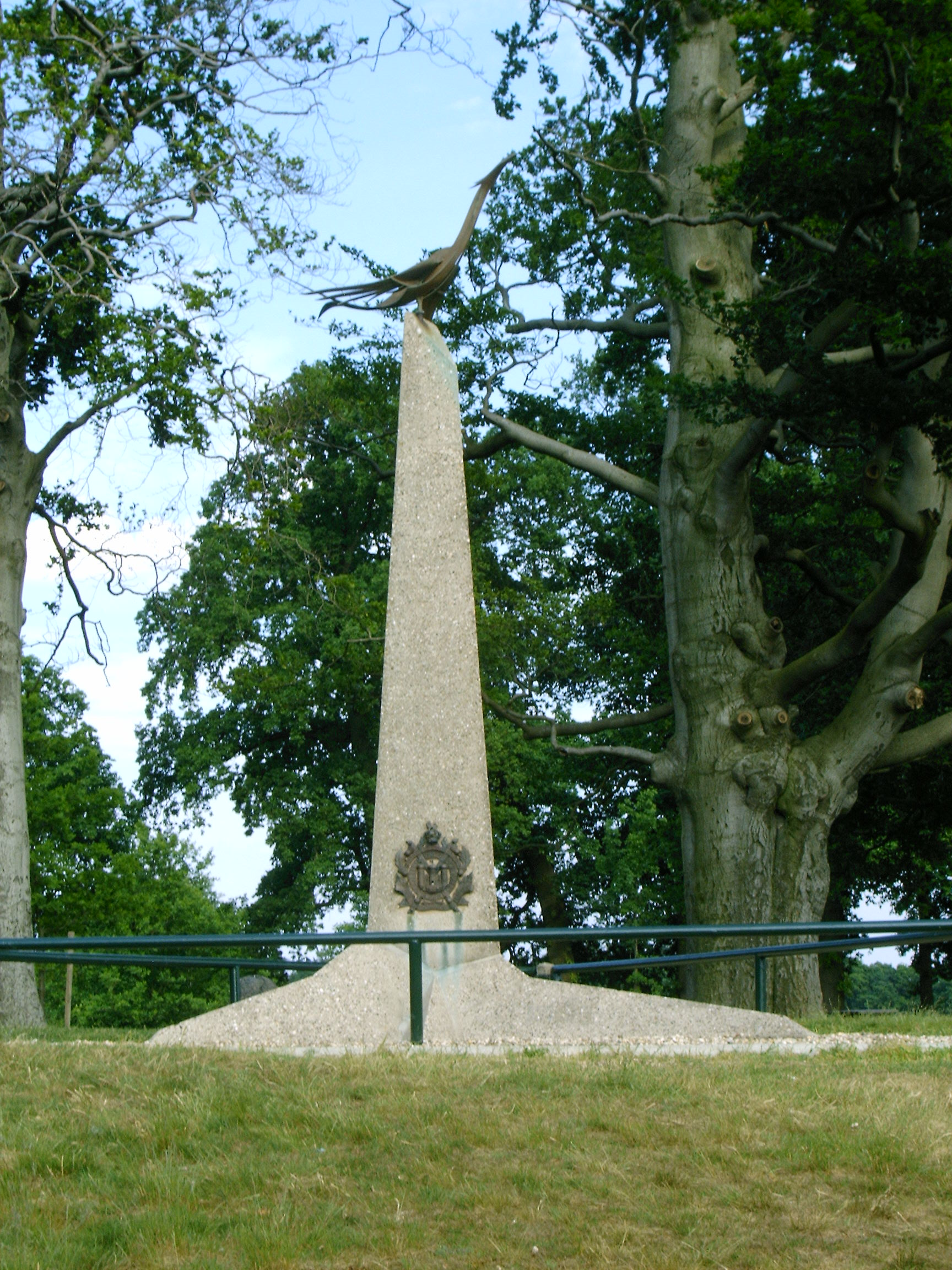
Airborne-monument om de slachtoffers te herdenken van de luchtlanding in september op 17 september 1944
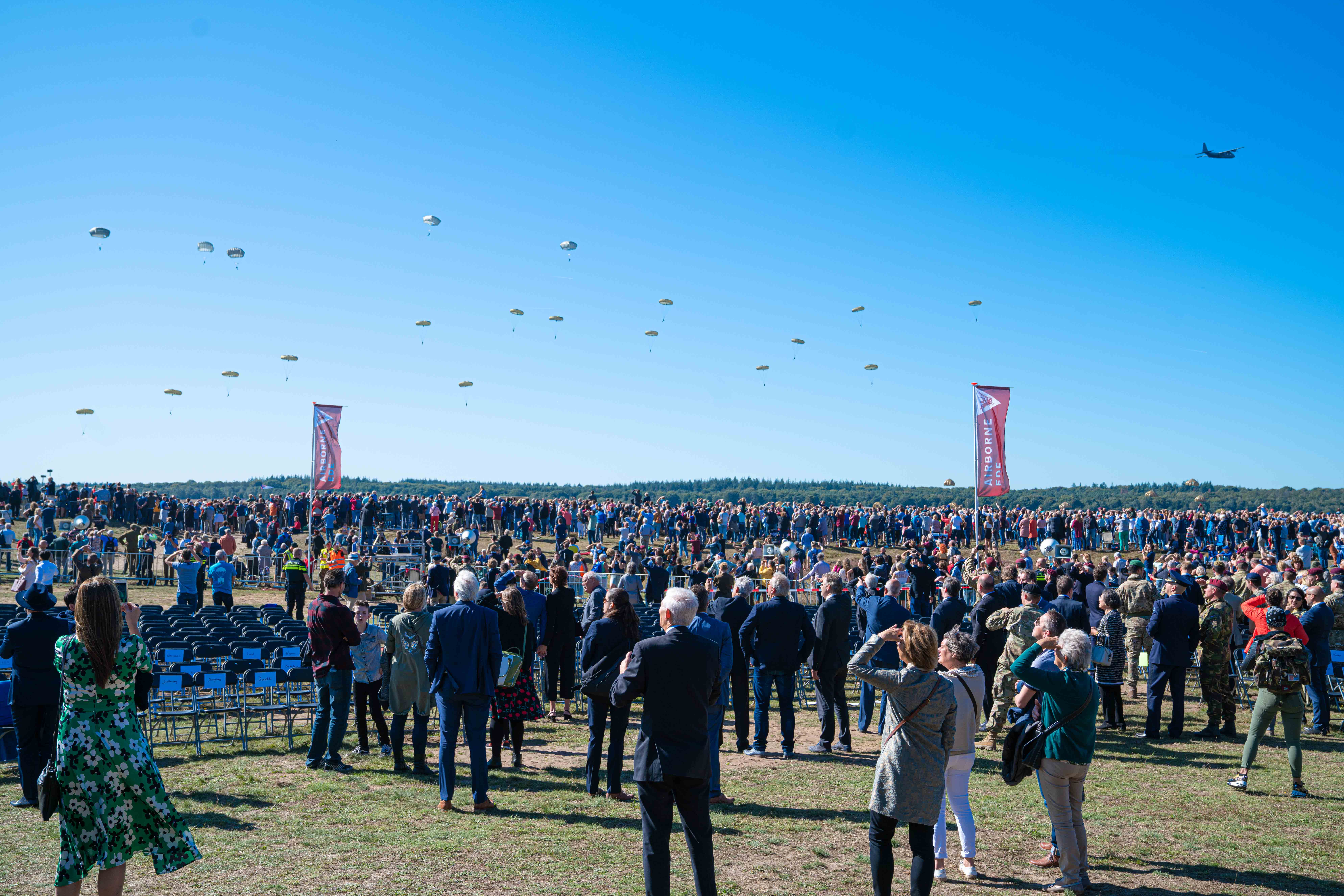
Parachutisten tijdens de dropping op de Ginkelse Heide op 21 september 2019 ter nagedachtenis van de Slag om Arnhem
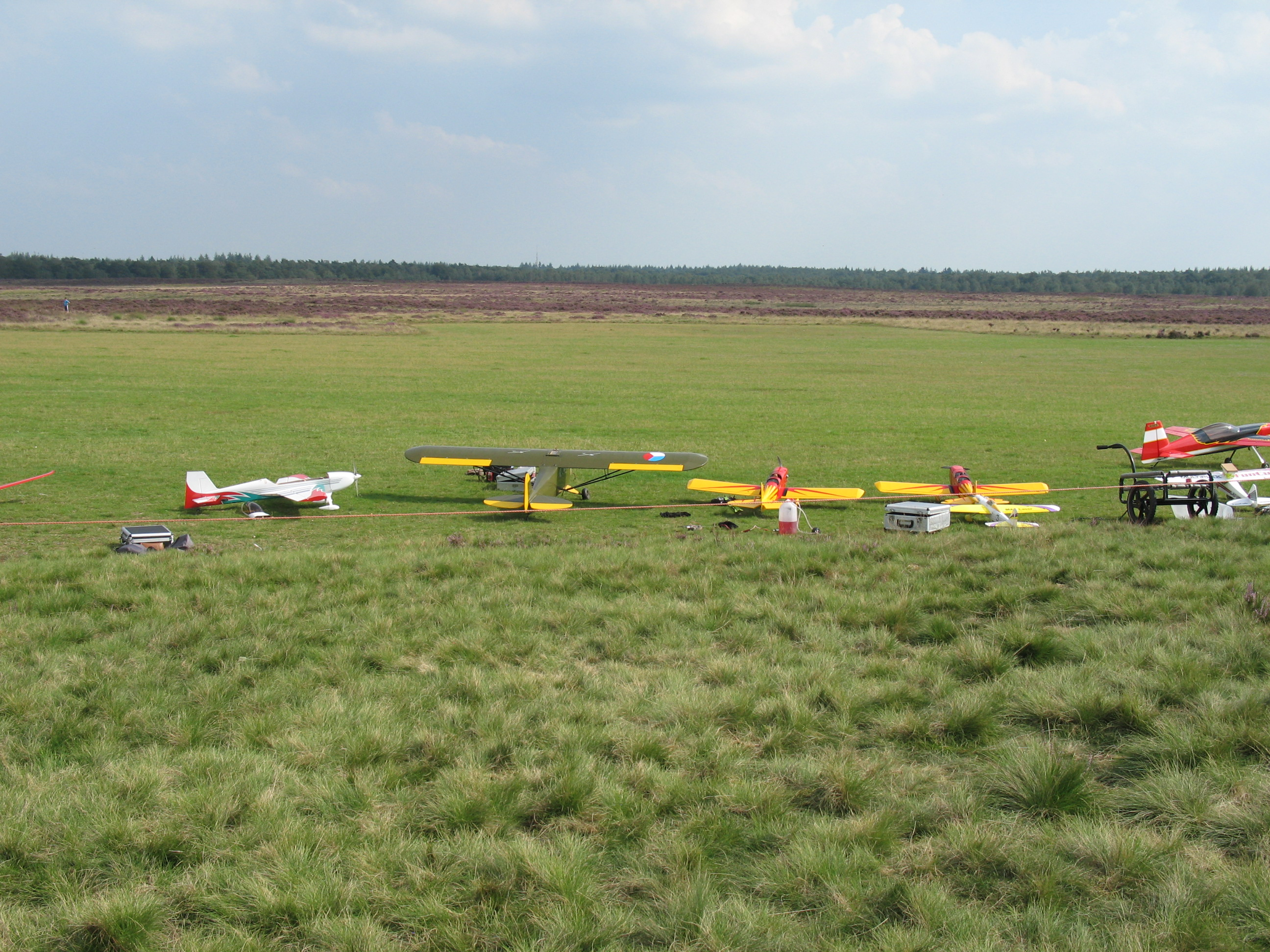
Vliegveld voor modelvliegtuigen